# Saxhyttan (Ludvika kommun)
 For alternative betydninger, se Saxhyttan. (Se også artikler, som begynder med Saxhyttan)
Saxhyttan er en småort i Ludvika kommun i Dalarnas län i Sverige, beliggende fire kilometer nordøst for Grangärde og 20 km nordvest for Ludvika. Gennem Saxhyttan løber länsväg W 640 (her benævnt Saxhyttevägen) mellem Grangärde og Tuna-Hästberg. Den nærmeste tätort er Nyhammer, som ligger cirka to kilometer vest for Saxhyttan.

## Historie
Allerede i senmiddelalderen indledtes koloniseringen af området langs Saxhytteån. Der var adgang til vand og et vandfald.
Ved Saxhytteån findes stadigvæk ruinerne efter et støberi, anlagt af fire bjergmænd fra Grangärde omkring 1633 og nedlagt i 1856. Bjergminen i Saxhyttan blev første gang nævnt i 1539.
En permanent bebyggelse fik Saxhyttan i 1660'erne. Dagens bebyggelse stammer hovedsageligt fra 1800-tallet og senere, men allerede i 1700-tallet begyndte dyrkningen af området. Omkring år 1800 kunne Saxhyttan regnes som en af de største byer i den nordøstlige del af sognet. Af et antal gårde i 20'erne er de fleste fortsat beboede.